# Pantolambda
Pantolambda és un gènere extint de mamífers pantodonts de la família dels pantolàmbdids que visqueren durant en el període Paleocè mitjà de Nord-amèrica.
Tenia la grandària d'una ovella i l'aparença d'un felí, però era herbívor i posseïa ungles similars a peülles; posseïa cinc dits en cada extremitat. Les dents tenien una estructura selenodonta, és a dir, les crestes d'esmalt tenien forma de mitja lluna. Era robust i incapaç de grimpar als arbres.
Segons un estudi publicat el 2022, la gestació durava uns set mesos, al cap dels quals naixia una sola cria ben desenvolupada i dotada de dents. La lactància durava un o dos mesos.